# Tsuyoshi Kitazawa
Tsuyoshi Kitazawa (in giapponese 北澤 豪; Machida, 10 agosto 1968) è un ex calciatore ed ex giocatore di calcio a 5 giapponese.

## Carriera
Dopo l'attività giovanile nelle squadre delle scuole superiori dello Yomiuri Club Junior Youth e dello Shutoku High School, dopo il diploma passa all'Honda Motor nella Japan Soccer League nel 1987 e successivamente nel 1991 nello Yomiuri FC in cui rimane sino al 2002 ottenendo i migliori risultati della sua carriera: due titoli del Giappone e tre coppe di Lega.
Utilizzato nel ruolo di centrocampista, a livello di nazionale Kitazawa ha come primo riconoscimento in carriera la partecipazione con la Nazionale di calcio a 5 del Giappone al FIFA Futsal World Championship 1989 dove la nazionale asiatica non ha superato il primo turno, affrontando Belgio, Argentina e Canada. Nel 1991 entra a far parte in maniera fissa della nazionale maggiore dove alla fine collezionerà 58 presenze con tre reti.
Nella Coppa d'Asia 1992 è tra i giocatori che portano il Giappone alla sua prima vittoria nella manifestazione continentale, l'ultima competizione internazionale a cui partecipa è la FIFA Confederations Cup 1995 dove il Giappone non supera il primo turno. Attualmente lavora come commentatore sportivo in TV.